# Manastir Bođani
Bođani su srpskopravoslavni samostan (manastir) (srp. Манастир Бођани) u Bačkoj, AP Vojvodina, Srbija. Nedaleko je od sela Bođana, općina Bač.  Osnovan je 1478. godine. Brojne freske u crkvi djelo su slikara iz 18. stoljeća Hristofora Žefarovića. 1990. godine proglašen je spomenikom kulture od izuzetnog značaja i pod zaštitom je Republike Srbije. 

## Vanjske poveznice
- Bač[neaktivna poveznica] Manastir (srp.)